# Copernicio
Il copernicio (in precedenza chiamato ununbio temporaneamente dalla IUPAC) è l'elemento chimico di numero atomico 112. Il suo simbolo è Cn.
L'elemento 112 appartiene alla famiglia degli elementi superpesanti; il suo isotopo più stabile ha un'emivita di 11 minuti. In alcune ricerche viene menzionato con il nome di eka-mercurio. In accordo alla periodicità delle caratteristiche chimiche osservate nella tavola periodica ci si attende che il copernicio sia un metallo liquido a temperatura ambiente (298 K) più volatile del mercurio e con caratteristiche metalliche simili al radio, ma meno reattivo.

## Storia
Il copernicio è stato sintetizzato per la prima volta il 9 febbraio 1996 da un gruppo di ricercatori guidato da Sigurd Hofmann presso il Gesellschaft für Schwerionenforschung (GSI) di Darmstadt, in Germania. Inizialmente era stato proposto il simbolo Cp, ma venne adottato il simbolo Cn.
È stato creato per fusione di un atomo di zinco con uno di piombo, accelerando ioni di zinco contro un bersaglio di piombo nell'acceleratore ionico lineare del GSI lungo 120 m. È probabilmente il primo elemento artificiale che si ritrova allo stato liquido scoperto fino ad ora.
Il nome ununbio è un nome sistematico temporaneamente assegnato dalla IUPAC, che è stato sostituito nel 2010 dal nome Copernicio (simbolo Cn).

## Isotopi

### Nucleosintesi
La tabella qui sotto illustra i vari tentativi di ottenere vari isotopi dell'elemento 112.
| Bersaglio | Proiettile | Isotopo  | Risultato          |
| --------- | ---------- | -------- | ------------------ |
| 20882Pb   | 7030Zn     | 278112Cn | Riuscita           |
| 23290Th   | 5022Ti     | 282112Cn | Non ancora tentata |
| 23892U    | 4820Ca     | 286112Cn | Riuscita           |
| 24494Pu   | 4018Ar     | 284112Cn | Non ancora tentata |
| 24896Cm   | 3616S      | 284112Cn | Non ancora tentata |
| 24998Cf   | 3014Si     | 279112Cn | Non ancora tentata |